# 1984 en Norvège
Chronologie de la Norvège
- 1980
- 1981
- 1982
- 1983
- 1984
- 1985
- 1986
- 1987
- 1988

Cet article présente les faits marquants de l'année 1984 en Norvège ou relatifs à la Norvège.

## Gouvernance
- Olav V est roi de Norvège.
- Kåre Willoch est le chef du gouvernement.

## Événements
- Après avoir été un centre pour jeunes délinquants de 1900 à 1970, puis un centre de traitement pour sans abris et alcooliques de 1971 à 1983, la prison de Bastøy y a été instaurée un an plus tard et est maintenant un lieu d'expérimentation pour devenir la « première prison écologique au monde »[1].
- 14 au 18 mai : François Mitterrand est en visite en Suède et en Norvège[2].

## Sport
- la Norvège a participé aux Jeux olympiques d'hiver de 1984 à Sarajevo en Bosnie-Herzégovine. L'équipe de Norvège olympique a remporté 9 médailles (3 en or 2 en argent et 4 en bronze) lors de ces Jeux olympiques d'hiver de 1984, se situant à la 6e des nations au tableau des médailles. Le porte-drapeau norvégien de la délégation norvégien était la patineuse Bjørg Eva Jensen.
- La Norvège participe aux Jeux olympiques d'été de 1984 à Los Angeles. 103 athlètes norvégiens, 84 hommes et 19 femmes, ont participé à 76 compétitions dans 17 sports. Ils y ont obtenu 3 médailles : 1 d'argent et 2 de bronze.
  - Le 31 juillet au Harvard Stadium, l'équipe de France olympique de football bat l'équipe de Norvège olympique 2 à 1[3].

## Naissances
- Naissance en Norvège en 1984

## Décès
- Décès en Norvège en 1984